# Informacja dodatkowa
Informacja dodatkowa – jest jednym z pięciu elementów sprawozdania finansowego. Prawidłowo sporządzona informacja dodatkowa dostarcza pogłębionych informacji o bilansie, rachunku zysków i strat, a także rachunku przepływów pieniężnych.
Informacja dodatkowa zawiera opis przyjętych przez przedsiębiorstwo zasad (polityki) rachunkowości, szczegółowe dane na temat poszczególnych pozycji bilansu i rachunku zysków i strat oraz inne istotne dane i objaśnienia, które mają ułatwić zrozumienie sytuacji finansowej i majątkowej przedsiębiorstwa przez odbiorców sprawozdania finansowego.
Zgodnie z art. 45 ust. 1 pkt. 3 ustawy o rachunkowości (ustawa z dnia 9 września 1994 r. o rachunkowości (Dz.U. z 2021 r. poz. 217)) informacja dodatkowa dzieli się na dwie części:
1. wprowadzenie do sprawozdania finansowego, oraz
2. dodatkowe informacje i objaśnienia.

Pełną charakterystykę zakresu informacji dodatkowej – jakie zawiera sprawozdanie finansowe – można znaleźć w załączniku nr 1 do ustawy o rachunkowości.